# منوچهر فرید
منوچهر فرید آرانی معروف به منوچهر فرید (زاده ۱۳۱۶ در تهران) هنرپیشه ایرانی مقیم استرالیا است.

## زندگی
منوچهر فرید زاده ۱۳۱۶ در تهران است. فعالیت‌های تئاتری را از اوایل دهه ۳۰ خورشیدی آغاز کرده و از هم‌نسلان پرویز فنی‌زاده، جمشید مشایخی، پرویز صیاد، محمدعلی کشاورز، علی نصیریان و داود رشیدی است. فرید پس از تجربه‌های مختلف تئاتری از اجراهای صحنه‌ای گرفته تا نمایش‌های زنده تلویزیونی، به خصوص همکاری‌های متعدد با حمید سمندریان، از اوایل دهه ۴۰ همانند تعدادی دیگر از همدوره‌ای‌هایش پا به سینما گذاشت. «خشت و آیینه» ساخته ابراهیم گلستان اولین تجربه سینمایی منوچهر فرید است و او تا پیش از ترک همیشگی ایران در سال ۱۳۵۸، در طول ۱۴ سال در ۱۵ فیلم سینمایی بازی می‌کند. در سال ۱۳۵۷، منوچهر فرید در نمایش «آدم‌های ماشینی»، اثر «کارل چاپک» به کارگردانی حمید سمندریان مشغول تمرین بود که این نمایش به دلیل مصادف شدن با انقلاب اسلامی تعطیل شد. «آدم‌های ماشینی» آخرین نمایش تلویزیونی فرید بود.
منوچهر فرید به دلیل تعلق به دیانت بهایی عملا پس از انقلاب اسلامی ممنوع الکار شد و منبع درآمدی نداشت  پس در سال ۱۳۵۸ ایران را به مقصد آمریکا ترک کرد و بعد از ۵ سال برای همیشه به استرالیا رفت. او به گفته خودش در هنگام خروج از ایران، عهد کرد تا کار هنری را کنار بگذارد و تا امروز به عهدی که با خود بسته وفادار بوده‌است.

## آثار

### سینما
- میراث من جنون (۱۳۶۰) - (مهدی فخیم‌زاده)
- پرواز در قفس (۱۳۵۷) - (حبیب‌الله کاوش)
- چریکه تارا (۱۳۵۷) - (بهرام بیضایی)
- زن و زمین/خوش غیرت (۱۳۵۷) - (پرویز نوری)
- کلاغ (۱۳۵۶) - (بهرام بیضایی)
- خدا قوت (۱۳۵۶) - (عباس کسایی)
- شیر خفته (۱۳۵۵) - (محمود کوشان)
- میراث (۱۳۵۵) - (عبدالله غیابی)
- صدای صحرا (۱۳۵۴) - (نادر ابراهیمی)
- غریبه و مه (۱۳۵۳) - (بهرام بیضایی)
- بلوچ (۱۳۵۱) - (مسعود کیمیایی)
- رگبار (۱۳۵۱) - (بهرام بیضایی)
- صمد و قالیچه حضرت سلیمان (۱۳۵۰) - (پرویز صیاد)
- تجاوز (۱۳۴۹) - (حمید مصداقی)
- خشت و آینه (۱۳۴۴) - (ابراهیم گلستان)

### تلویزیون
| سال       | نام                                | سمت    | کارگردان        | توضیحات |
| --------- | ---------------------------------- | ------ | --------------- | --- |
| ۱۳۵۶      | ارثیه ایرانی                       | بازیگر | محمود محمدیوسف  | نویسنده: «اکبر رادی» |
| ۱۳۵۵      | تله‌تئاتر «لازارتی، ببر گراز دندان» | بازیگر | پرویز ممنون     | کارگردان تلویزیونی: «محمود محمدیوسف» نویسنده: «فریتز هوخ‌والدر». «غلامحسین نقشینه»، «محمد علی جعفری»، «هما روستا»، «محمد مطیع»، «هرمز هدایت» و «امین تارخ» هم در آن بازی کرده بودند. |
| ۱۳۵۴      | آتش بدون دود                       | بازیگر | نادر ابراهیمی   | |
| ۱۳۵۳      | هزار و یک شب                       | بازیگر | پرویز نوری      | نویسنده: «پرویز دوایی» |
| ۱۳۵۰–۱۳۵۲ | دلیران تنگستان                     | بازیگر | همایون شهنواز   | این سریال در چهارده قسمت و در طول دو سال ساخته شد و اولین بار در اسفند ۱۳۵۳ پخش گردید.                                                                                              |
| ۱۳۴۹      | تله‌تئاتر «دیکته و زاویه»           | بازیگر | داوود رشیدی     | نویسنده: «غلامحسین ساعدی» کارگردان تلویزیونی: «حمید مصداقی» |
| ۱۳۴۶      | تله‌تئاتر عروسکها                   | بازیگر | بهرام بیضایی    | نویسنده: «بهرام بیضایی». «بهمن مفید»، «نصرت پرتوی»، «عنایت بخشی»، «جمشید لایق»، «محمود دولت آبادی» هم در این نمایش تلویزیونی بازی کرده بودند.                                       |
| ۱۳۴۴      | تله‌تئاتر «کلبه‌ای در جنگل»          | بازیگر | رکن‌الدین خسروی  | نویسنده: «روپرت بروک» «جمشید مشایخی»، «اسماعیل داورفر»، «جمیله شیخی» ، «اسماعیل محرابی» و «گلی مقتدر» هم در این نمایش تلویزیونی بازی کرده بودند.                                    |
| ۱۳۴۲      | تله‌تئاتر «در جزیره‌ای غریب»         | بازیگر | ؟               | «داوود رشیدی»، «عباس مغفوریان»، «فرزانه تأئیدی» و «محمدعلی کشاورز» هم در آن بازی کرده بودند.                                                                                        |
| ۱۳۴۱      | تله‌تئاتر «آتشکده»                  | بازیگر | علی نصیریان     | نویسنده: «پرویز صیاد» «فرزانه تأئیدی» و «مهین شهابی» هم در آن بازی کرده بودند. |
| ۱۳۴۱      | تله‌تئاتر «دریا روندگان»            | بازیگر | رکن الدین خسروی | «فرزانه تأئیدی»، «هرمز سیرتی»، «شکوه نجم‌آبادی» ، «جمیله شیخی» و «رکن الدین خسروی» هم در این نمایش تلویزیونی بازی کرده بودند.                                                        |
| ۱۳۴۱      | تله تئاتر «اسب سفید»               | بازیگر | رکن‌الدین خسروی  | «جمشید مشایخی»، «اسماعیل داورفر»، «فخری خوروش» ، «جمیله شیخی» و «رکن الدین خسروی» هم در این نمایش تلویزیونی بازی کرده بودند.                                                        |